# Nguyên Hòa tính toản

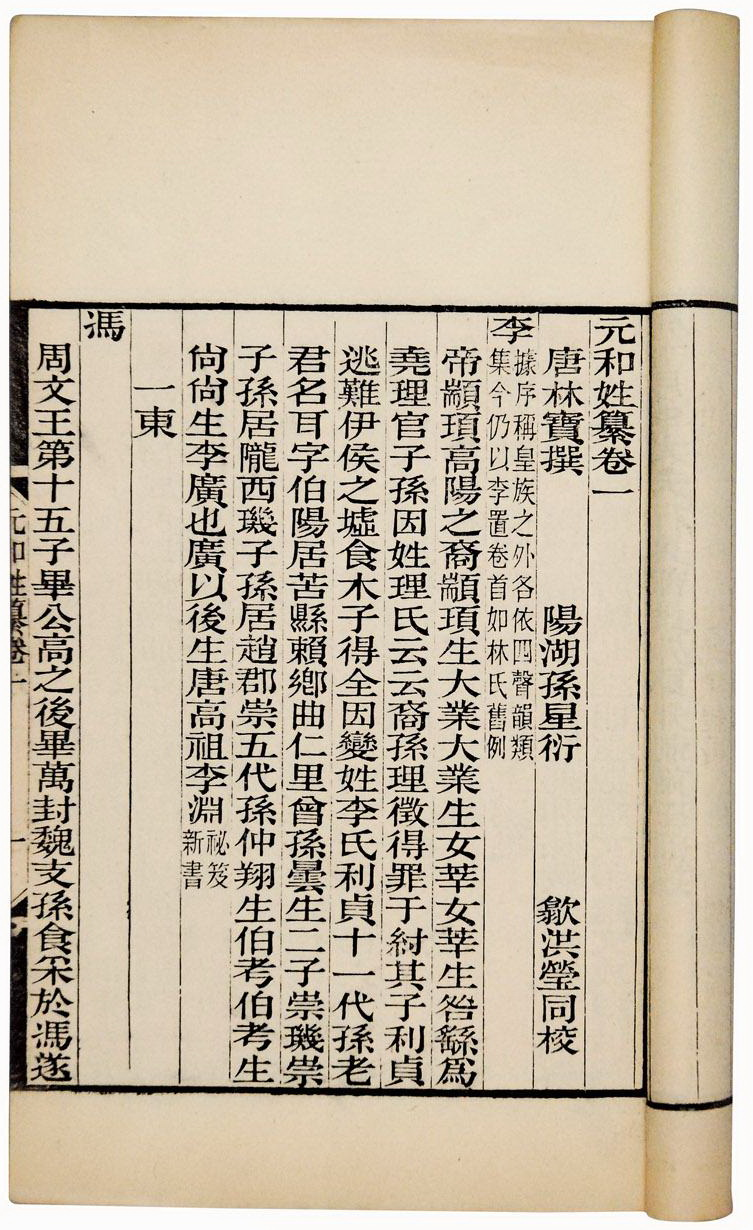
《Nguyên Hòa Tánh Toản》một trang sách, bản khắc Kim Lăng Thư Cục năm thứ 6 Quang Tự nhà Thanh (năm 1880).

Nguyên Hòa Tánh Toản  (chữ Hán: 元和姓纂; bính âm: Yuán hé xìng zuǎn) là một loại sách bản chuyên thư thời nhà Đường.

## Biên soạn
- Năm thứ bảy Nguyên Hòa Hiến Tông, nhà Đường (năm 812), thái thường bác sĩ Lâm Bảo (林宝) phụng chiếu soạn thành. Lập họ, hướng tới kết cấu hệ thống gồm ba thứ bậc, ghi lại các họ tộc khởi đầu của thư tịch, nguyên bản gồm mười quyển.
- Thời nhà Thanh chỉnh sửa Tứ Khố Toàn Thư, vốn là Vĩnh Lạc Đại Điển biên soạn ra, tiến hành công tác chỉnh sửa lần 1, biên soạn thành 18 quyển.
- Tôn Tinh Diễn, Hồng Oánh tiến hành công tác thanh lý chỉnh sửa lần 2.
- Sau đó La Chấn Ngọc tiến hành chỉnh sửa thẩm duyệt lần thứ 3, Sầm Trọng Miễn lại lần nữa chỉnh sửa thẩm duyệt, viết thành Nguyên Hòa Tánh Toản Tứ Giáo Ký, đặc biệt nhấn mạnh vào sam ngộ, thập dị, chánh bổn, phạt ngụy, tốn công sức nhất, thu thập được nhiều nhất.
- Vương Trọng Lạc lại viết Quan vu Sầm Trọng Miễn nguyên hòa tánh toản tứ giáo ký, đối với Sầm Trọng Miễn chưa đạt tới, nhưng lại rất hữu ích.